# Takashi Koshimoto
Takashi Koshimoto (jap. 越本 隆志, Koshimoto Takashi; * 5. Januar 1971 in Fukuoka, Präfektur Fukuoka, Japan) ist ein ehemaliger japanischer Boxer im Federgewicht.

## Profi
Er war ungeschlagen, als er am 4. Juni 1996 durch einen technischen K.-o.-Sieg über Atsushi Tamaki den vakanten japanischen Meistertitel errang. 2001 wurde er zudem OPBF-Meister. Ende Januar 2006 schlug er den Südkoreaner In-Jin Chi durch eine geteilte Punktrichterentscheidung und wurde dadurch Weltmeister der WBA. Ende Juli desselben Jahre verlor er den Titel an Rodolfo Lopez und beendete daraufhin seine Karriere.